# Cromatita
|  | No s'ha de confondre amb la cromitita, una roca ígnia.. |

La cromatita és un mineral de la classe dels sulfats. Va rebre el seu nom l'any 1963 per F. J. Eckhardt i W. Heimbach per la seva composició química.

## Característiques
La cromatita és un cromat de fórmula química CaCr⁶⁺O₄. Cristal·litza en el sistema tetragonal. En rares ocasions es troba en forma de cristalls bipiramidals tetragonals, curts i prismàtics; típicament en forma de grans, de fins a 0,1 mil·límetres, terrosa, en taques, crostes, nòduls i en petits filons. Es troba en forma de revestiments grocs terrosos. Segons la classificació de Nickel-Strunz, la cromatita pertany a «07.FA - Cromats sense cations addicionals» juntament amb els següents minerals: tarapacaïta, hashemita i crocoïta.

## Formació i jaciments
Es troba a les roques sedimentàries, on sol trobar-se associada a altres minerals com el guix i la calcita. Va ser descoberta l'any 1963 a Ma'ale Adumim, a la formació d'Hatrurim, Cisjordània (Palestina). També ha estat descrita a la mina Stefanie, a Bad Bleiberg (Caríntia, Àustria), al desert del Nègueb (Israel), a Buer (Telemark, Noruega) i al dipòsit de Waterberg (Limpopo, Sud-àfrica).